# Mokhtar Belkhiter
Mokhtar Belkhiter (Orã, 15 de janeiro de 1992) é um futebolista profissional argelino que atua como defensor.

## Carreira
Mokhtar Belkhiter representou o elenco da Seleção Argelina de Futebol no Campeonato Africano das Nações de 2017.